# Свіслоч (смт)
Свіслоч (біл. Свіслач) — селище міського типу в Пуховицькому районі Мінської області Білорусі. Населення на 1 січня 2008 р. склало 4053 людини. Центр Свіслоцької селищної ради, до якої, крім Свіслочі, входить також селище Дружний з населенням 8978 чоловік.
Свіслоч заснована наприкінці в 1963 році як робітниче селище заводу гірського воску (на той момент оборонного підприємства). Наступне розширення збіглося з планами уряду СРСР щодо будівництва АЕС біля Мінська (1980-і роки). Одночасно було побудоване і селище Дружне.